# کوکا (کوکا)

کوکا شهری در شهرستان کوکا در استان بانوا در بورکینافاسوی غربی است.